# Segelfluggelände Welzheim

i7
i11
i13
Das Segelfluggelände Welzheim liegt in der Stadt Welzheim im Rems-Murr-Kreis in Baden-Württemberg, etwa 1 km östlich von Welzheim.

## Flugbetrieb
Das Segelfluggelände verfügt über zwei Start- und Landebahnen. Die Piste 09/27 ist 515 m lang und 30 m breit und dient dem Motor- und Segelflug. Die Piste 28 ist 250 m lang und 50 m breit und ist ausschließlich für den Segelflug bestimmt.
Das Gelände verfügt über eine Betriebszulassung für Segelflugzeuge, Motorsegler, und Ultraleichtflugzeuge. Segelflugzeuge starten per Flugzeugschlepp oder Windenstart.
Der Windenbetrieb findet entweder auf der Piste 09 oder der Piste 28 statt, damit die volle Länge der ca. 1000 m langen Windenseile genutzt werden kann. Die Winde befindet sich dabei immer auf der gegenüberliegenden Seite des Segelfluggeländes. 
Der Halter und Betreiber des Segelfluggeländes ist die Fliegergruppe Welzheim e. V. Der Verein wurde 1951 gegründet.